# Штальвиц, Вальтер
Вальтер Штальвиц (нем. Walter Stallwitz; 28 апреля 1929, Мангейм — 7 апреля 2022) — немецкий художник.
Известен портретами Вилли Брандта, Гюнтера Грасса, Хильды Домин и других культурных и общественных деятелей.

## Признание
Награждён германским Крестом за заслуги (1993).